# Millston (Wisconsin)
Millston es un lugar designado por el censo ubicado en el condado de Jackson en el estado estadounidense de Wisconsin. En el Censo de 2010 tenía una población de 125 habitantes y una densidad poblacional de 43,8 personas por km².

## Geografía
Millston se encuentra ubicado en las coordenadas 44°11′21″N 90°38′45″O / 44.18917, -90.64583. Según la Oficina del Censo de los Estados Unidos, Millston tiene una superficie total de 2.85 km², de la cual 2.7 km² corresponden a tierra firme y (5.54%) 0.16 km² es agua.

## Demografía
Según el censo de 2010, había 125 personas residiendo en Millston. La densidad de población era de 43,8 hab./km². De los 125 habitantes, Millston estaba compuesto por el 96% blancos, el 0% eran afroamericanos, el 3.2% eran amerindios, el 0% eran asiáticos, el 0% eran isleños del Pacífico, el 0.8% eran de otras razas y el 0% pertenecían a dos o más razas. Del total de la población el 2.4% eran hispanos o latinos de cualquier raza.